# Plátanos (ort i Grekland, Västra Grekland)
Plátanos är en ort i Grekland.   Den ligger i prefekturen Nomós Ileías och regionen Västra Grekland, i den södra delen av landet, 190 km väster om huvudstaden Aten. Plátanos ligger 113 meter över havet och antalet invånare är 1 764.
Terrängen runt Plátanos är kuperad åt nordost, men åt sydväst är den platt. Runt Plátanos är det ganska tätbefolkat, med 54 invånare per kvadratkilometer. Närmaste större samhälle är Pýrgos, 15,5 km väster om Plátanos. == Kommentarer ==
1. ↑  Framräknat ur variansen i alla höjduppgifter (DEM 3") från Viewfinder Panoramas, inom 10 km radie.[2] Mer om algoritmen finns här: Användare:Lsjbot/Algoritmer.